# West Memphis
West Memphis è una città degli Stati Uniti d'America, la più popolosa della Contea di Crittenden. Al censimento del 2010 al popolazione era di 26 245 abitanti.

## Geografia fisica
Le coordinate geografiche della città sono 35°09′01″N 90°10′44″W (35.150294, −90.178831). West Memphis occupa un'area totale di 68,90 km², di cui 68,70 km² di terra e 0,20 km² di acqua.

## Siti d'interesse
I centri di maggiore importanza della città sono il centro e il Southland Greyhound Park.
Il centro (Broadway) con circa 84 negozi e molti ristoranti è il centro più attivo della città. Il Southland Greyhound Park è un cinodromo dove corrono solo ed esclusivamente i Greyhound.

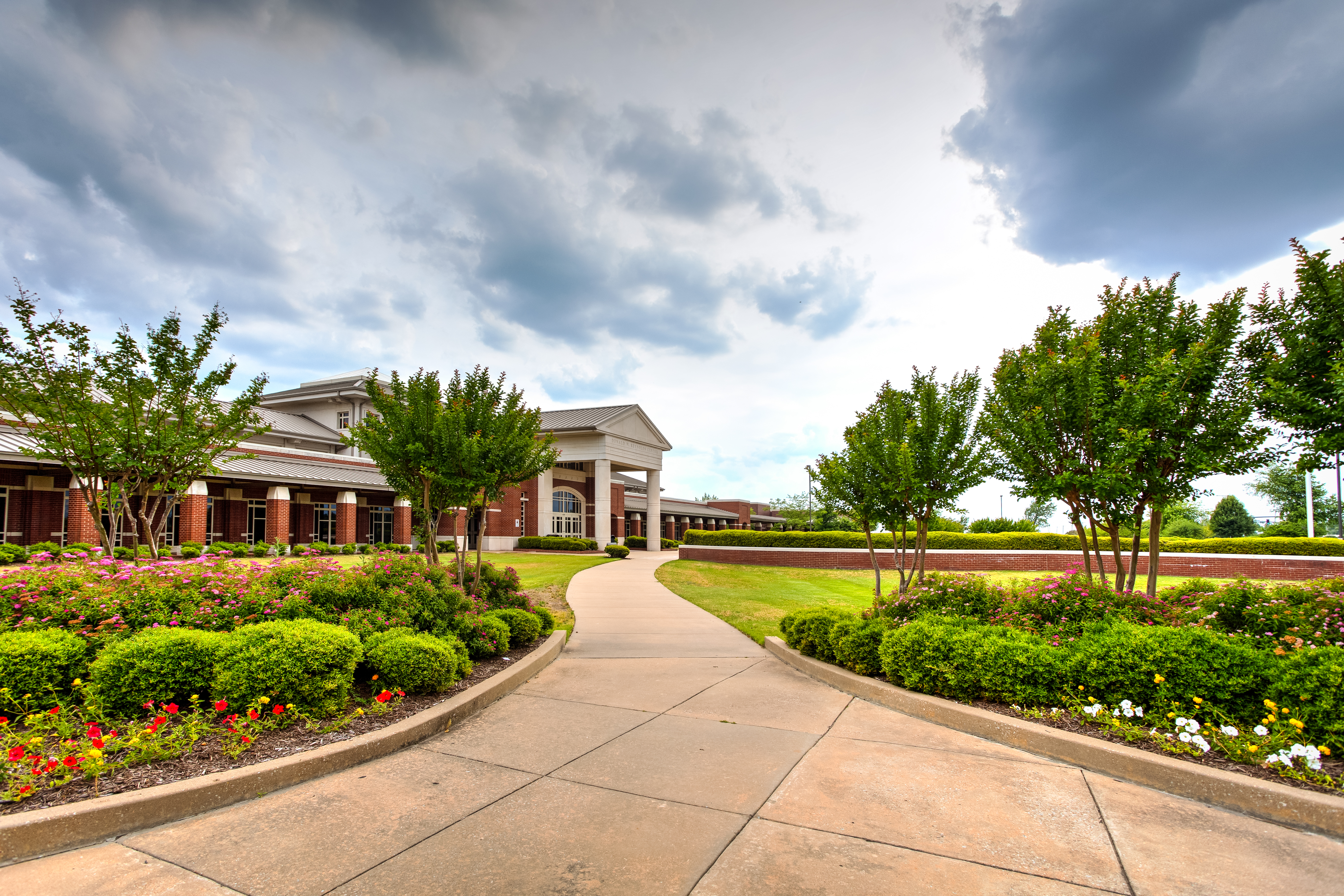
Arkansas State Mid-South

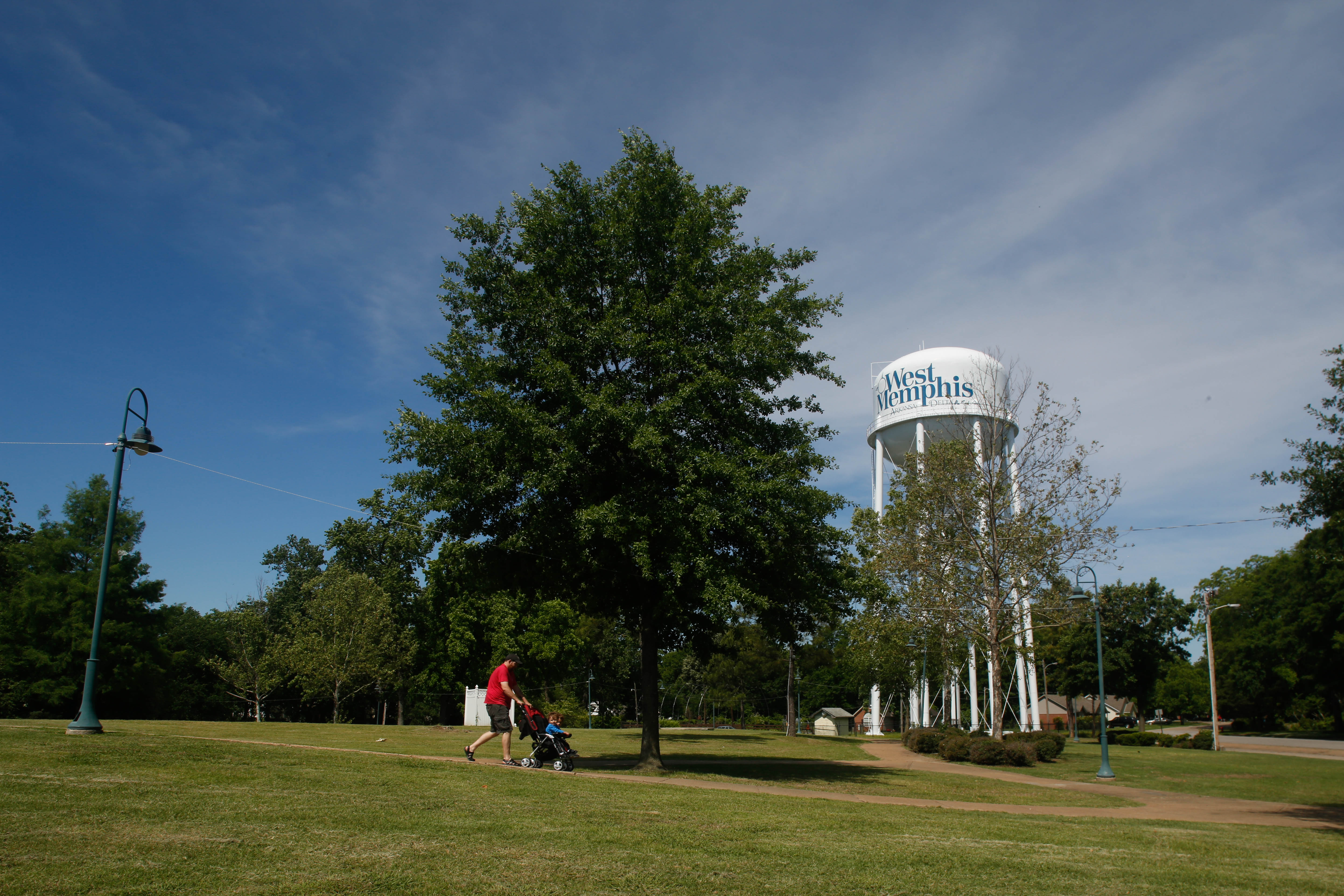
Worthington Park, West Memphis, Arkansas

## Società

### Evoluzione demografica
Al censimento del 2000, risultarono 27 666 abitanti, 10051 nuclei familiari e 7136 famiglie residenti in città. Ci sono 11022 alloggi con una densità di 160,6/km². La composizione etnica della città è 55,93% bianchi, 42,16% neri o afroamericani, 0,21% nativi americani, 0,53% asiatici, 0,02% originari delle isole del Pacifico, 0,51% di altre razze e 1,01% ispanici e latino-americani. Dei 10051 nuclei familiari il 36,7% ha figli di età inferiore ai 18 anni che vivono in casa, 40,4% sono coppie sposate che vivono assieme, 25,1% è composto da donne con marito assente, e il 29,0% sono non-famiglie. Il 24,8% di tutti i nuclei familiari è composto da singoli 8,6% da singoli con più 65 anni di età. La dimensione media di un nucleo familiare è di 2,70 mentre la dimensione media di una famiglia è di 3,23. La suddivisione della popolazione per fasce d'età è la seguente: 31,5% sotto i 18 anni, 9,8% dai 18 ai 24, 28,2% dai 25 ai 44, 20,1% dai 45 ai 64, e il 10,5% oltre 65 anni. L'età media è di 31 anni. Per ogni 100 donne ci sono 86,6 maschi. Per ogni 100 donne sopra i 18 anni, ci sono 79,9 maschi. Il reddito medio di un nucleo familiare è di $27399 mentre per le famiglie è di $32465. Gli uomini hanno un reddito medio di $29977 contro $21007 delle donne. Il reddito pro capite della città è di $13679. Circa il 23,7% delle famiglie e il 28,3% della popolazione è sotto la soglia della povertà. Sul totale della popolazione il 40,9% dei minori di 18 anni e il 22,3% di chi ha più di 65 anni vive sotto la soglia della povertà.
Abitanti censiti